# Love in Paris
Série
9 Semaines ½
(1986) The First 9 ½ Weeks
(1998)
Pour plus de détails, voir Fiche technique et Distribution.
Love in Paris est un film américano-franco-britannique réalisé par Anne Goursaud, sorti en 1997.
Il s'agit de la suite de 9 Semaines ½ (1986) d'Adrian Lyne.

## Synopsis
Depuis sa rupture avec Elizabeth McGraw dix ans auparavant, John Gray est en pleine dépression et mène une vie de vagabond en errant d’hôtels en hôtels. À New York, il reçoit le catalogue d’une vente aux enchères ayant lieu à Paris, dans lequel il reconnaît des tableaux appartenant à Elizabeth. Durant cette vente, il fait la connaissance d’une amie d’Elizabeth, Léa Calot. Cette dernière va l’entraîner dans un jeu de séduction ambigu et dangereux avec la complicité de Claire, sa jeune assistante.

## Fiche technique
Sauf indication contraire, les informations mentionnées dans cette section peuvent être confirmées par les bases de données cinématographiques IMDb et Allociné,  présentes dans la section « Liens externes ».
- Titre original : Love in Paris
- Titres alternatifs : Another 9½ Weeks, Another Nine & a Half Weeks, 9 1/2 Weeks II[2]
- Réalisation : Anne Goursaud
- Scénario : Mick Davis, d’après les personnages d’Elizabeth McNeill
- Musique : Francis Haines et Stephen W. Parsons
- Décors : Robert de Vico
- Costumes : Maxine van Cliffe Arakawa
- Photographie : Robert Alazraki
- Son : Glenn Freemantle, Michael A. Carter, John Hayward
- Montage : Anne Goursaud et Terilyn A. Shropshire
- Production : Staffan Ahrenberg et Yannick Bernard
  - Production déléguée : Don Carmody, Barry Barnholtz, Jay Firestone, Bastiaan Gieben et Mario Sotela
  - Production associée : Abby Stone
  - Production consultante : Emmanuel Itier
- Sociétés de production :
  - États-Unis : Jones Film et NTTS Productions Ltd.
  - France : M6 Films et Odessa Films
  - Royaume-Uni : Saga Pictures
- Sociétés de distribution : Trimark Home Video (États-Unis - sortie en VHS et DVD), Odessa Films (France) ; Fox Pathe Home Entertainment (Royaume-Uni - sortie en VHS)
- Budget : n/a
- Pays de production :  États-Unis,  France,  Royaume-Uni
- Langue originale : anglais
- Format : couleur (Rankcolor) - 1,33:1 - son Dolby / Dolby SR
- Genre : drame, romance
- Durée : 105 minutes
- Dates de sortie [2] :
  - États-Unis : 4 novembre 1997 (sortie directement en vidéo)
  - France : 7 janvier 1998
- Classification[3] :
  - France : interdit aux moins de 12 ans[4]
  - États-Unis : interdit aux moins de 17 ans (R – Restricted)[N 1]
  - Royaume-Uni : interdit aux moins de 18 ans (18 - Suitable only for adults)[5]

## Distribution
- Mickey Rourke : John Gray
- Agathe de La Fontaine : Claire
- Angie Everhart : Léa Calot
- Steven Berkoff : Vittorio DaSilva
- Dougray Scott : Charlie
- Werner Schreyer : Gilles
- Faisal Attia : un des dealers de drogue
- Lana Clarkson : une femme au Fashion Show
- Andrea Eckert : Celeste
- Lucienne Legrand : la vieille femme à l'hôtel Raphael
- Samy Naceri : un des dealers de drogue

## Production
Le film devait initialement être une suite directe de 9 Semaines ½. Le scénario est cependant réécrit à la suite du refus de Kim Basinger de reprendre son rôle d'Elizabeth McGraw.
Le tournage a lieu entre Paris, New York et Vienne.